# 唐人町商店街 (佐賀市)

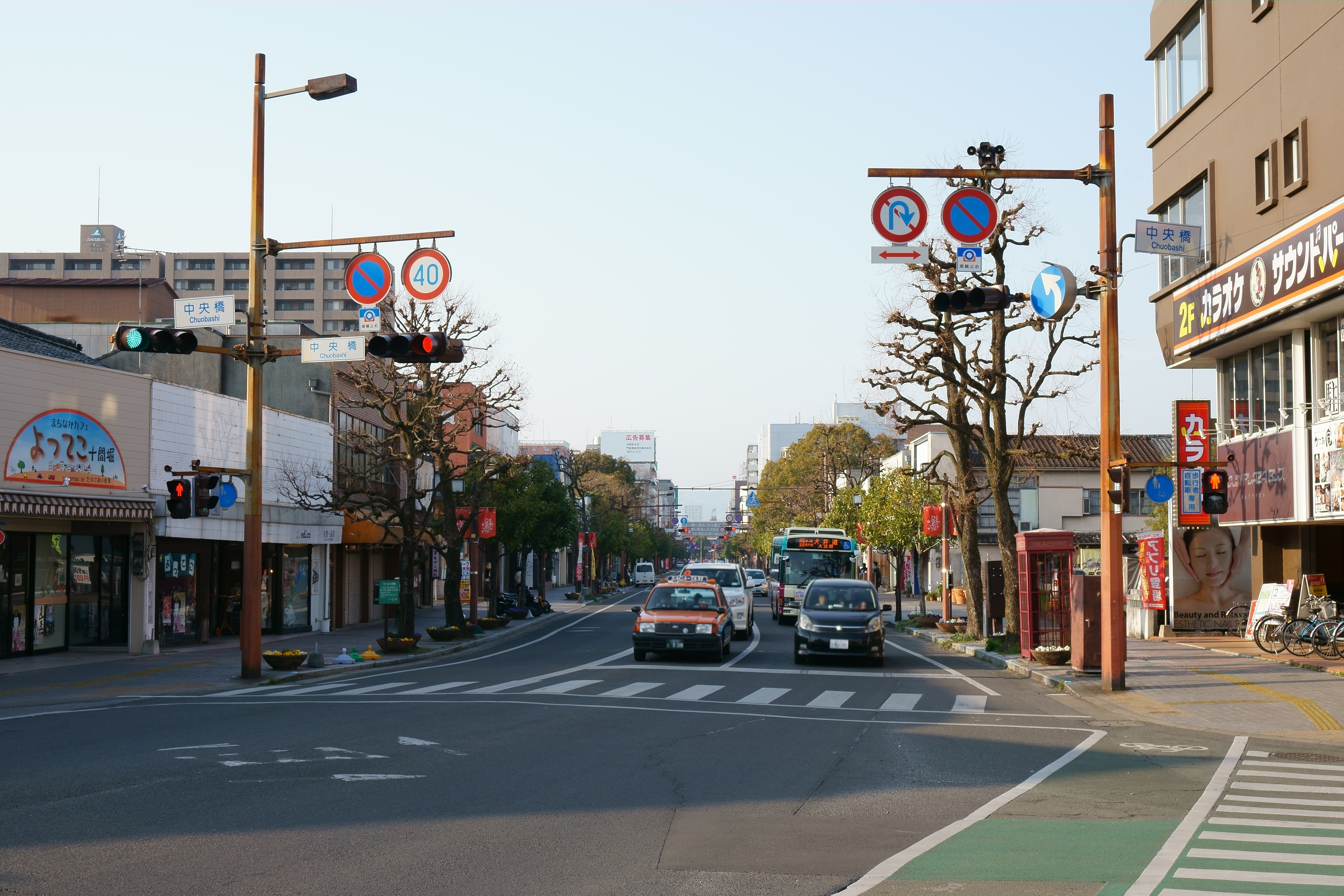
商店街南部
中央橋交差点から佐賀駅方向

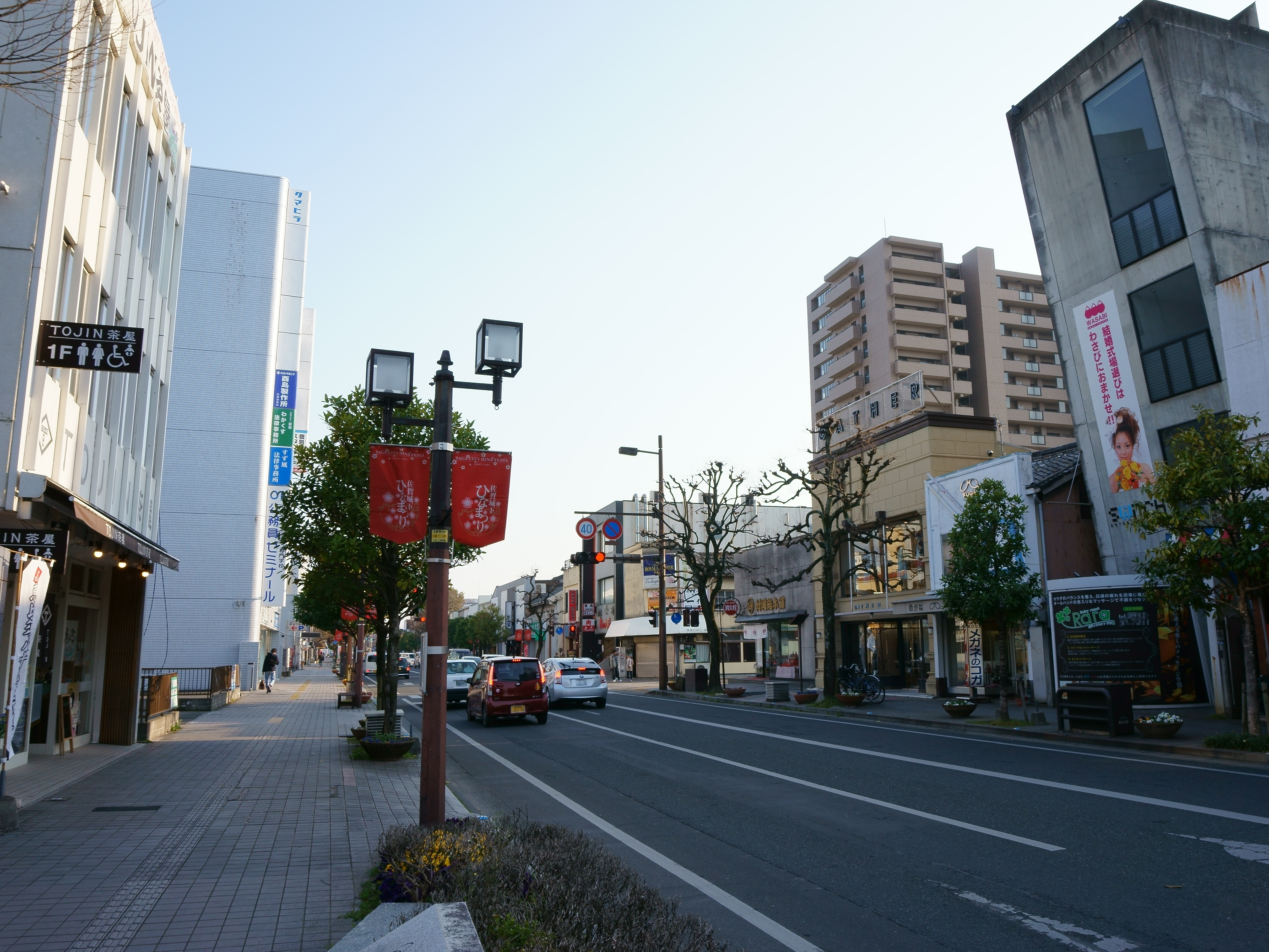
商店街北部
唐人一丁目南交差点付近

唐人町商店街（とうじんまちしょうてんがい）は、佐賀県佐賀市の佐賀駅と県庁のある城内を結ぶ通称中央大通りの一部、唐人一丁目北交差点から中央橋交差点までのおよそ600メートルほどにおよぶ中心商店街。

## 概要
佐賀の栄枯盛衰と共に歩んできた、いわば歴史の生き証人である。1959年（昭和34年）に県内で初めてアーケードを設置したが、老朽化が進んだこともあり1985年（昭和60年）のシンボルロード整備事業で電線の地中化や歩道の整備を行うと共に撤去された。そのため、今では商店街としては、やや珍しく、屋根の無い商店街となっている。
鉄道輸送に対応するため駅前に広がった問屋街をその始まりとしており、佐賀駅が高架工事のため北側に移転したことや輸送の主力が自動車へシフトすると共にその地位を下げ続けている。現在はシャッター通りの対象にもなる程ひどく寂れており、人通りも通勤・通学者以外はほとんど見かけない。平日の人通りは通勤者等を入れても1,500人程度と最盛期の3分の1まで減少した。
そのため佐賀市では2000年から行っていた空き店舗対策事業「チャレンジショップ」を遊興飲食店の増加により夜型の地域になった銀天通り商店街から2004年に唐人町商店街に移転し、若手開業希望者の支援を行っている。また、2006年には中心市街地の活性化を目的に、市民の交流の場としてカフェを併設したコミュニティー施設「TOJIN茶屋」を開設。2012年にはビジネスやイベントにより使用しやすいよう大規模リニューアルを行った。2016年には佐賀市初の子ども食堂が開設されるなど活用が進んだが、建物の耐震性に問題があり、2019年度末で閉鎖された。
これらの活動や中心市街地へのマンション立地が続いたことなどから通行量や新規出店は緩やかに増加しており、2015年には唐人町商店街振興組合に青年部が復活している。

## 唐人町の由来
唐人町は鍋島家に仕えた李宗歓とその一族ほかがこの地に居住したことを由来とする。李宗歓は高麗・吉州出身で1587年（天正15年）、舟遊びの最中に船が破損して北九州に漂着した。その後、1591年（天正19年）に鍋島藩家臣龍造寺家晴と成富兵庫茂安に出会ったことで佐賀に赴き、藩主鍋島直茂にもその才能を見込まれて仕えるようになった。宗歓は朝鮮出兵に通訳として同行し、また陶工たちを招聘し、佐賀での陶器製造にも重要な役割を果たした。しかし故国にとって利敵行為となる活動を行ったことで帰国の道は途絶えたため、1599年（慶長4年）に直茂は宗歓と彼が連れ帰った高麗人の一団を城下の十間堀川以北、愛敬嶋村に住まわせ、唐人（異国人）の住む町「唐人町」と名づけた。宗歓は唐物の繊維品、陶器類、金物類、海産物、荒物などを扱う貿易商として活動したため、これらを扱う商人が集まって、今日の唐人町の基礎が形成されている。
現在は「佐賀市唐人」と地名を変え、佐賀県道29号佐賀停車場線を境に西が唐人一丁目、東が唐人二丁目となっている。町内には居住する高麗人が帰依するため、1626年（寛永3年）、鍋島勝茂公の姫付老女、秀島源右衛門の母の願いにより創建された鏡圓寺があり、李宗歓の墓もここにある。また宗歓が邸内に故郷をしのぶために建てた石碑（唐人塚）が残っており、1955年（昭和30年）道路拡張のため場所を移した後、これを祭神とする唐人神社が1965年（昭和40年）に建立された。1968年（昭和43年）に鳥居が寄進されるなど崇敬され、町の守護神となっている。

### 佐賀市唐人
佐賀市中心部、佐賀駅と佐賀県庁を結ぶ県道29号沿いにある町。北は駅南本町、東は愛敬町および大財、南は白山、西は天神および成章町に接する。面積は約0.11 Km2。平成27年住民基本台帳による世帯数及び男女別人口は以下の通り。
|            | 世帯数  | 人口数 | 人口数 | 人口数 |
| 総人口     | 世帯数  | 男人口 | 女人口 |        |
| 唐人一丁目 | 280世帯 | 567人  | 246人  | 321人  |
| 唐人二丁目 | 102世帯 | 184人  | 86人   | 98人   |

町内の中央を県道29号が縦断している。沿線に唐人町バス停があり、佐賀市営バス、昭和バス、祐徳バスが当バス停に停車する路線を運行している。また、唐人一丁目交差点から西に向かう道路に「平和通り」唐人二丁目交差点から東に向かう道路に「かささぎ通り」の愛称がある。

## イベント
- 佐賀城下栄の国まつり - 8月に行われる夏祭り。1972年（昭和47年）開始[9]。花火大会やパレード、YOSAKOIなどが行われる。ただし2020年（令和2年）は8月1日、8月2日に予定していたが2019新型コロナウイルスの終息が見通せず、参加者や市民の安全を守るため中止すると発表した。過去に台風による中断はあるが、中止は初めて。2019年は約23万5千人が訪れており、密集などの「3密」対策が難しいことから中止を決めた[9]。
- サガ・ライトファンタジー - 1989年（平成元年）から開催されているライトアップイベント。毎年、冬本番になると、唐人町商店街のある中央大通りはにわかに活気付く。オープニングイベントは佐賀インターナショナルバルーンフェスタの前夜祭を兼ねており、一夜限りの歩行者天国になる。ライトファンタジーは2か月ほど続く。

## 主要施設

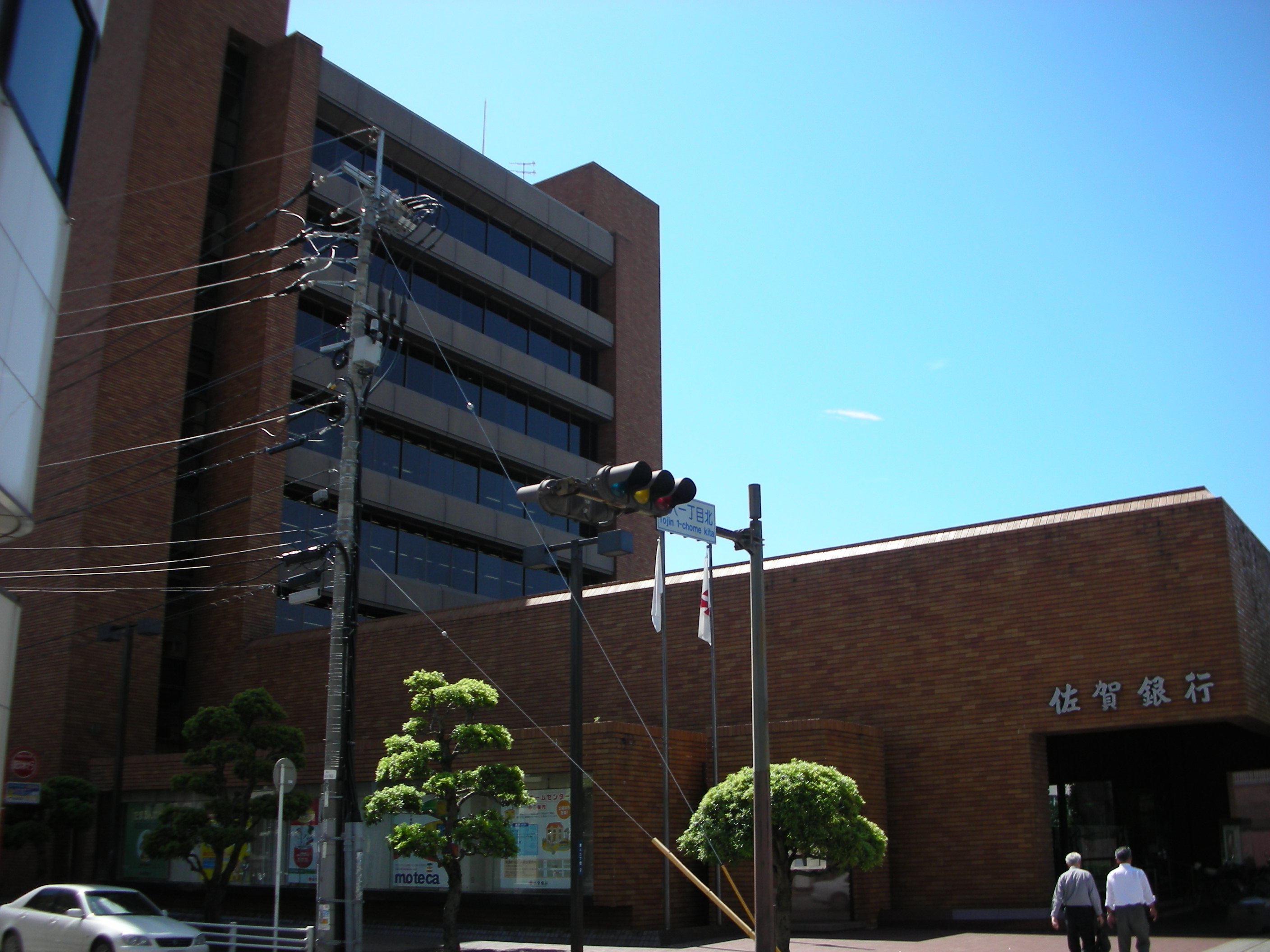
佐賀銀行本店

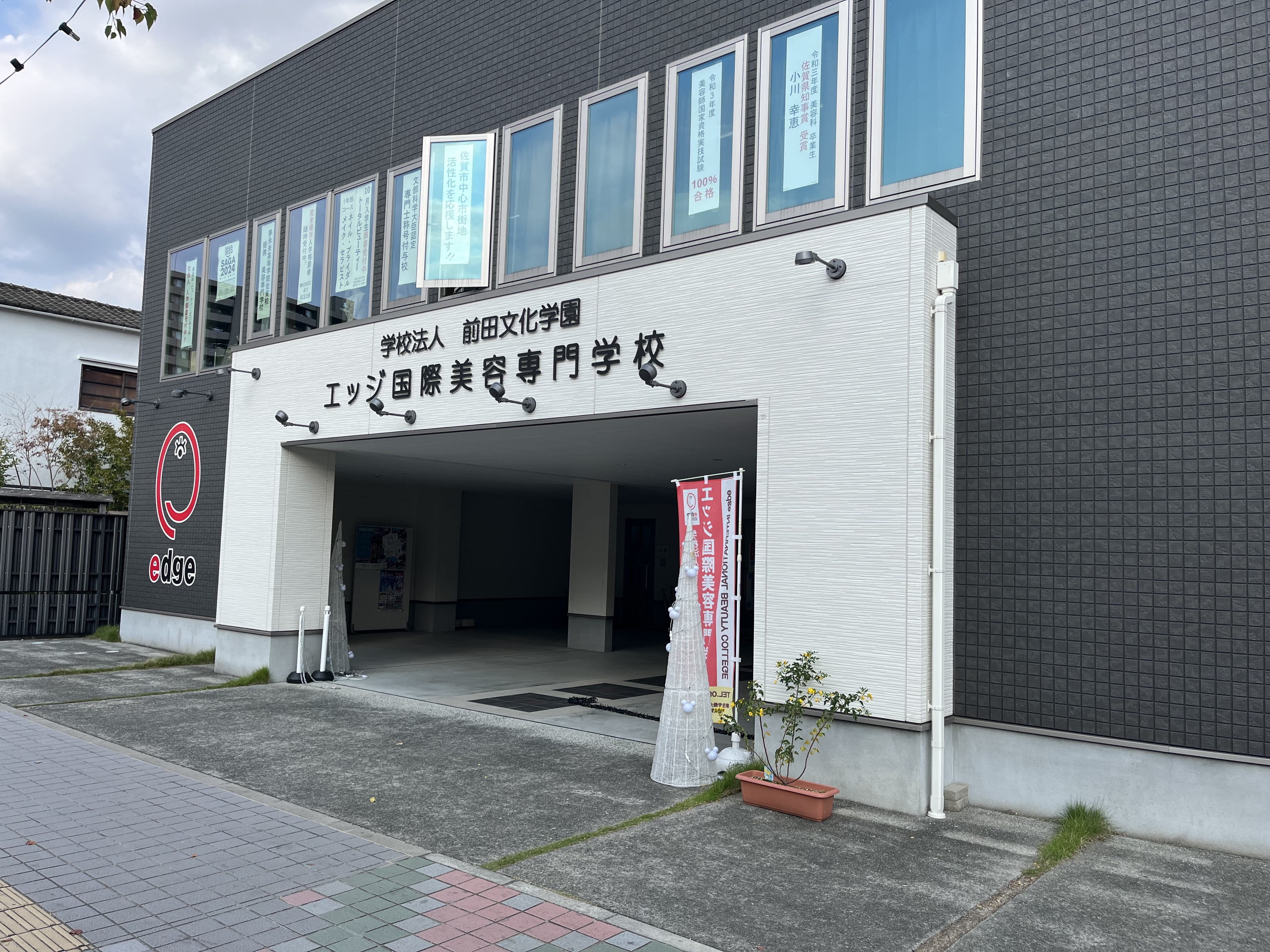
エッジ国際美容専門学校

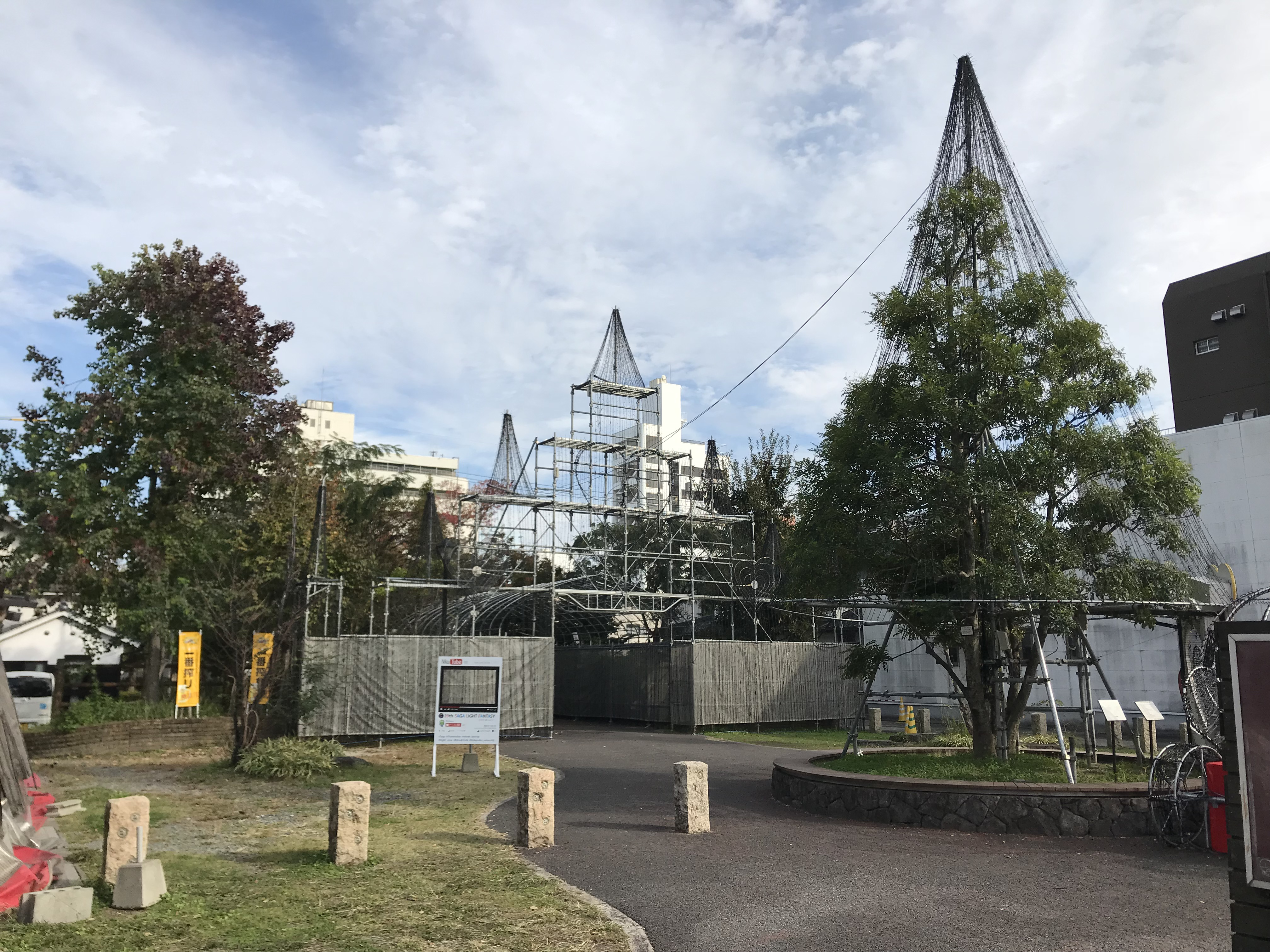
緑道広場

- 佐賀銀行本店[10]
- ギャザー本店
- 村岡総本舗唐人町店
- ポール・スミス佐賀店[11]
- 佐星醤油
- エッジ国際美容専門学校[12]
- まちなかオフィスTOJIN館[13]
- 唐人神社
- 唐人町まちかど広場[14]
- 緑道広場（市道唐人町東線）